# Gérard Le Feuvre
Pour les articles homonymes, voir Lefeuvre.
Gérard Le Feuvre, né en 1962 à Saint-Ouen sur l'île de Jersey, est un musicien et violoncelliste jersiais.

## Biographie
Gérard Le Feuvre fut élève à l'école de musique de la Royal Academy of Music à Londres. Il eut également comme professeur lors de classe de maître, le pédagogue français Paul Tortelier. Gérard Le Feuvre fut influencé musicalement par sa compatriote Jacqueline du Pré qui eut également pour maître Paul Tortelier. Il étudia aussi à la Banff School of Performing Arts au Canada ainsi qu'à l'Académie Sibelius en Finlande.
En 1980, il reçoit le premier Prix de la Royal Society of Arts.
En 1985, il fonde un orchestre de chambre professionnel, le Kings Chamber Orchestra.
En l'an 2000, la Royal Academy of Music décerna à Gérard Le Feluvre, le titre de membre « associé » en l'honneur de ses « réalisations exceptionnelles dans la profession de la musique ».
En 2008, à l'occasion d'un concours pour la création d'un nouvel hymne pour Jersey, organisé à l'opéra de Jersey, les membres du jury ont choisi, à la majorité simple, la chanson de Gérard Le Feuvre intitulé en anglais Island Home et en jersiais Isle de Siez Nous. Néanmoins ce choix ne fait pas l'unanimité dans la population de l'île. De nombreux habitants de Jersey lui préfèrent l'hymne traditionnel de Ma Normandie qui témoigne davantage des racines normandes de la population.
Au cours des vingt dernières années Gérard Le Feuvre a donné plus de 500 récitals et a joué des concertos au Royaume-Uni, en Allemagne, en Scandinavie et aux États-Unis. Il a eu plusieurs œuvres écrites pour lui par des compositeurs britanniques distingués et est lui-même un compositeur actif qui a écrit de nombreuses œuvres pour violoncelles, et pour sa femme Sarah bassoniste. Il a été pendant sept années le violoncelliste de l'English String Quartet, dirigé par la violoncelliste Diana Cummings.